# تفجير جامعة القاهرة
انفجارات جامعة القاهرة، هي 3 انفجارات وقعت في محيط كلية الهندسة جامعة القاهرة في 2 أبريل 2014 أسفرت عن مقتل 3 أمنيين، وقتل فيها من الشرطة المصرية العميد طارق المرجاوي واللواء عبد الرئوف الصيرفي.

## الحادث
- أصيب في التفجير خمسة أشخاص على الأقل، بحسب السلطات المصرية.[2]
- وقع تفجير مزدوج، حيث انفجرت عبوتان ناسفتان مزروعتان على جانب الطريق بفارق دقائق.
- قتل في التفجير العميد طارق المرجاوي، المسؤول الرفيع بجهاز مباحث الجيزة.
- بعد نحو ساعتين، وقع تفجير ثالث في محيط جامعة القاهرةن ولم تعلن أي جماعة على الفور مسؤوليتها عن التفجيرات.
- منذ عزل قيادة الجيش الرئيس محمد مرسي في يوليو 2013 شهدت مصر هجمات تشنها جماعات مسلحة ضد أهداف حكومية.

## ردود الفعل
- تحالف مساندة الشرعية: أدان الناطق باسم تحالف مساندة الشرعية الانفجارات.
- حركة 6 أبريل: أدانت الحركة الانفجارات